# 天主教蒂华纳总教区
天主教蒂華納總教區（拉丁語：Archidioecesis Tigiuanaënsis）是羅馬天主教一個總教區，包括墨西哥下加利福尼亞州西北部三市，教座位於首府蒂華納。下轄三個教區。

## 歷史
加利福尼亞宗座代牧區成立於1874年1月20日，1953年7月13日易名。1963年6月13日升為教區。2006年11月25日升為總教區。

## 現況
2010年有教友2,170,000人，佔轄區總人口95.0%。教區下轄九十五個堂區，有214名司鐸。現任教區總主教為拉斐爾·羅莫·穆尼奧斯。